# 다키와키 노부토시
다키와키 노부토시(일본어: 滝脇信敏)는 스루가 오지마 번 제11대 번주이며 가즈사 사쿠라이 번주이다. 메이지 유신 이후에는 화족(자작)의 반열에 올랐다. 오지마 번 다키와키 마쓰다이라 가 제11대 당주. 번주 시절의 이름은 마쓰다이라 노부토시(松平信敏 마츠다이라 노부토시[*])였다.
친부는 시나노 다카토 번 제7대 번주 나이토 요리야스(内藤頼寧)이다. 노부토시는 오지마 번 제10대 번주인 마쓰다이라 노부후미(松平信書)의 양사위로서 장인 노부후미의 후사가 없어 양자로 입적하였다. 정실은 마쓰다이라 노부후미의 양딸이며 친부는 오지마 번 제9대 번주인 마쓰다이라 노부유키(松平信進)이다.
| 전임 마쓰다이라 노부후미 | 제18대 다키와키 마쓰다이라 가 당주 1864년 ~ 1887년 | 후임 다키와키 노부나리 |

| 전임 마쓰다이라 노부후미 | 제11대 오지마 번 번주 (다키와키 마쓰다이라 가) 1864년 ~ 1868년 | 후임 폐번 및 슨푸번에 합병 |

| 전임 (하야시 다다타카) | 사쿠라이 번 번주 (다키와키 마쓰다이라 가) 1868년 ~ 1871년 | 후임 폐번치현 |